# Soldaat van Waterloo

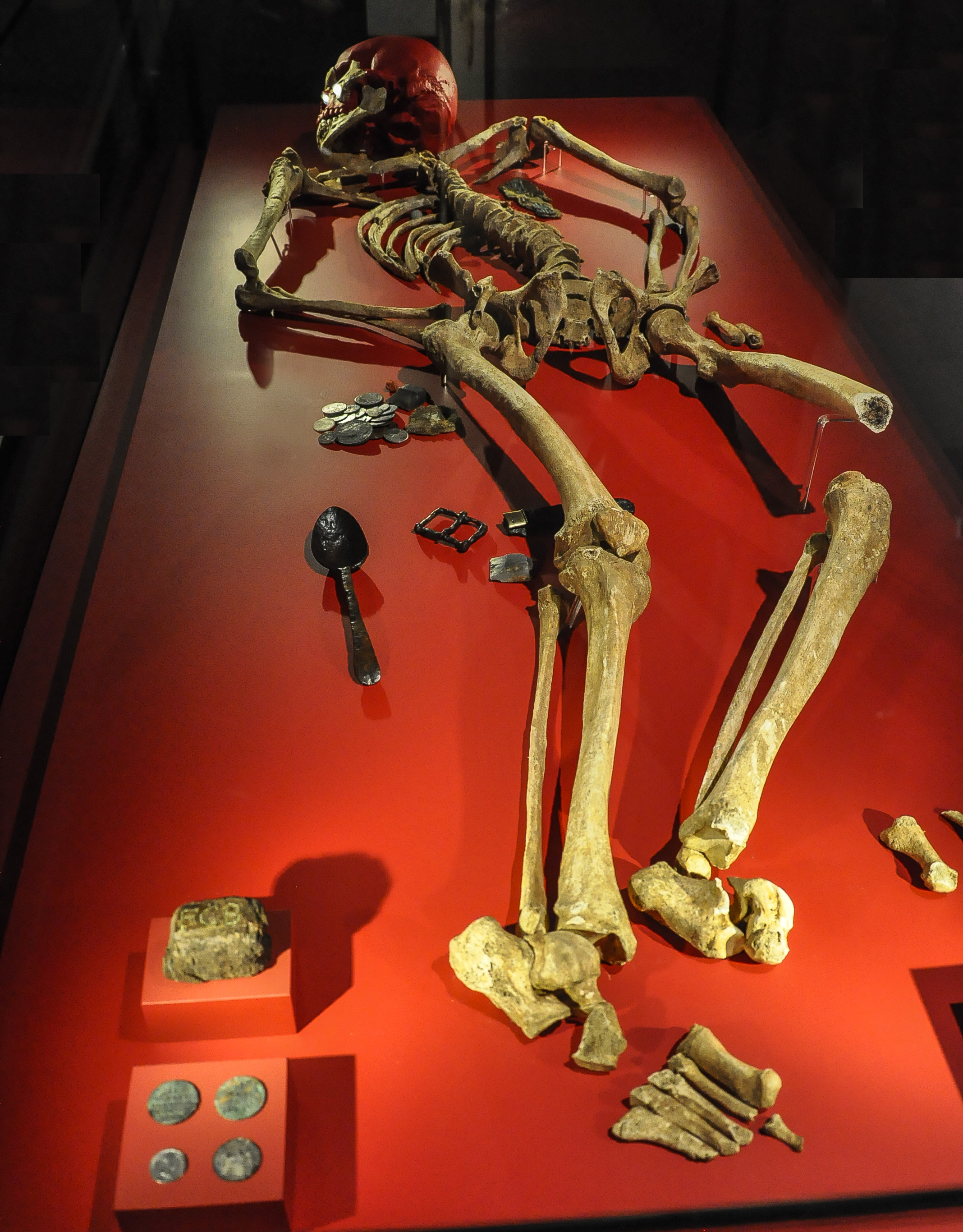
De soldaat van Waterloo

De Soldaat van Waterloo is een skelet van een soldaat die sneuvelde tijdens de Slag bij Waterloo op 18 juni 1815. Het skelet wordt bewaard in het Mémorial 1815. Het werd in 2012 ontdekt tijdens een archeologisch onderzoek op de plek waar een nieuwe parkeerplaats werd aangelegd. Die kwam er tijdens de aanloop van de 200-jarige herdenking van de slag in juni 2015.

## Locatie van het skelet
Het skelet werd gevonden in een van de 120 sleuven die men groef. Het bevond zich ongeveer 500 m ten noorden van de plaats waar de Leeuw van Waterloo staat, op een diepte van 80 cm. Hier stond, vier uur voor het begin van de slag, rond 7 uur, een deel van de achterhoede van de geallieerden. De vindplaats ligt meer dan 500 m ten zuidwesten van de boerderij van Mont-Saint-Jean die toen als veldhospitaal voor de Engelsen was ingericht.

## Onderzoek
Bij het skelet werd een loden kogel gevonden, ter hoogte van de rechterlong. Hoogstwaarschijnlijk was dit projectiel de doodsoorzaak. Hiermee kon men ook aannemen dat het skelet wel degelijk van een soldaat was die tijdens de bewuste slag sneuvelde. Deze conclusie en een aantal andere die volgden uit het onderzoek staan niet met zekerheid vast. Een aantal vragen blijven onbeantwoord en zullen dat hoogstwaarschijnlijk blijven.
Alhoewel een aantal beenderen verdwenen zijn, wijst niets er op dat dit het gevolg zou zijn van amputatie of verwondingen. De schedel, knie en linkervoet werden tijdens de opgraving beschadigd. De rechtervoet en de handen blijken bij het ploegen te zijn verstoord. Antropologisch en verder archeologisch onderzoek wees uit dat de man hoogstwaarschijnlijk een broek en een hemd droeg. De afwezigheid van metalen knopen wijst er op dat de soldaat, toen hij begraven werd, geen uniformjas droeg. Mogelijk werd dat verwijderd bij het onderzoek van zijn verwonding. Gezien andere voorwerpen (onder meer een geldbeurs, vuursteen en een mes) vlak bij het skelet werden gevonden is een aanduiding dat de man in allerijl werd begraven.
Onderzoek van het bekken wijst op een man, tussen 23 en 25 jaar oud. Deze conclusie wordt verder gestaafd door observatie van het heiligbeen waarvan de ontwikkeling nog niet was afgesloten. De afmetingen van zijn dijbenen wijzen op een lengte van ongeveer 1,61 m. Hij was tenger en licht gebocheld.

## Voorwerpen en de soldaat
Men vond verscheidene voorwerpen in contact of vlak bij het skelet. Ze zijn van grote waarde bij de reconstructie van het verleden van de soldaat.

### Loden kogel
Rechts tussen de ribben vond met een loden kogel met een diameter van 16,4 mm en een gewicht van 23 g. Er is geen enkele twijfel dat dit projectiel door een Frans geweer werd afgevuurd. Ze werden ontworpen voor het musket model 1777. Van dit musket en zijn varianten werden 7 miljoen exemplaren gemaakt. Engelse kogels hadden een groter kaliber. Ze wogen 32 g en een diameter van 19 mm. Het is ook zeker dat de kogel dodelijk was en laat veronderstellen dat de gewonde weggebracht werd van het front gezien hem dat op eigen krachten nooit was gelukt.

### Een stuk stof met geborduurde koperdraad
Bij het onderzoek vond men een stuk stof van Engels fabricaat met een voor Engeland typische manier van weven. Hoogstwaarschijnlijk gaat het hier om een deel van het onderste stuk van een uniformjas alhoewel er ook andere opties zijn gezien de povere kwaliteit van het teruggevonden stukje stof van ongeveer 3 cm breed en 20 cm lang.

### De geldbeugel
Ter hoogte van het bekken van het skelet vond men 28 munten, vastgeklit aan drie stukjes stof. Op twee stukjes stof waren glazen kralen genaaid. Een van de munten kwam uit Oostenrijk terwijl twee en waarschijnlijk vier in totaal in Keurvorstendom Hannover waren geslagen. Acht waren in Parijs gemunt en één muntstuk van 12 Franse denier was in Rijsel in 1791-1792 gemaakt, dus tijdens de Franse Revolutie. Een muntstuk in de geldbeugel circuleerde al meer dan honderd jaar in Brunswijk.
Om de identiteit van de soldaat vast te stellen aan de hand van deze munten moet er worden gekeken naar het geld dat toen in omloop was. Napoleon Bonaparte trachtte reeds als consul om orde te scheppen in de anarchie die heerste tijdens de eindfase van de Franse Revolutie. Frankrijk was echter niet bij machte om voldoende nieuw geld aan te maken om de oude munten te verdringen waardoor deze bleven circuleren. Doorheen het hele Franse rijk waren er, door de gevolgde politiek van Napoleon, steeds discussies over de betaalmiddelen omdat handelaars bang waren voor het afschaffen van de oude munten en dus enkel zilveren muntstukken van de keizer aanvaardden. Zo zette zich na verloop van tijd de standaardisatie toch door. Ook in de landen die het keizerrijk veroverde werden de nieuwe munten verplicht of ten minste vaste koersen bij omwisseling vastgelegd. Toch werd Naopleon's broer Jérôme Bonaparte als koning van Westfalen door de weerstand tegen de Franse munten gedwongen om weer geldstukken aan te maken die oorspronkelijk circuleerden.
De soldaat zal alleszins geen Fransman zijn geweest gezien de buitenlandse munten in zijn bezit en zeker geen Brit. Franse munten circuleerden onder de Hannoverse troepen evenals munten van de omringende staten waarvan Brunswijk er een is. De conclusie ligt dus voor de hand dat de teruggevonden munten een sterke aanwijzing zijn dat de soldaat onder de Hannoverse vlag vocht.